# 林厝港
林厝港，新加坡北區西北部的一個規劃區，位於西部集水區以東，雙溪加株以西及柔佛海峡以南，是新加坡比較未被發展的區域。

## 历史
林厝港村由梁后宙（1884-1975）创立。梁后宙是来自福建的中国移民，曾担任该村的警长。“林”字取自当地港主林水仟。该村位于克兰芝河畔，由林氏家族控制。梁后宙还在村里设立了一所小学和一个医疗中心，梁后宙路即以他命名。该地区最初以众多的胡椒和儿茶种植园而闻名，后来则发展了橡胶种植园，例如Namazie-Cashin橡胶园。

### 二战日本侵占时期
林厝港是二战时期新加坡战役中，日军于1942年2月8日首次登陆西北海岸的地点之一，这使得防守的澳大利亚第22旅士兵猝不及防。当晚，日军与澳大利亚士兵在此地展开激战，尽管澳军给日军造成了重大伤亡，但仍有约360名澳大利亚士兵阵亡。

### 亚妈宫村
亚妈宫村（Ama Keng Village）是林厝港的三个村庄之一，另两个是梁后宙村和双溪格东村。该村得名于1900年供奉的海神妈祖。在1950年代，政府将此地发展为繁忙的农业区，作为主要的粮食生产中心。1980年代，亚妈宫村的居民开始搬迁，最终全部迁往裕廊西、蔡厝港和油池。2002年4月10日，在最后一位居民离开后，新加坡武装部队接管了整个亚妈宫村，用于军事训练。2012年9月27日，一名新加坡武装部队军人在该营地训练时不幸身亡。自2016年丹那美拉的军事训练区移除后，亚妈宫村成为林厝港和吉丰营地最大的训练场。
在1960年代和1970年代，亚妈宫村曾拥有商店、一所警察局以及一个妇幼保健中心，但这些设施在1990年之前全部关闭。亚妈宫英文学校成立于1951年，于1990年迁至蔡厝港并更名为尚景小学。旧校舍后来被改建为工人宿舍和军事训练区。

### 梁宙
梁后宙路以著名华人商人梁后宙（Neo Ao Tiew）的名字命名。梁后宙被认为是林厝港地区的开发者，他在此修建了道路、房屋和海港，同时也是林厝港村的创始人兼警长。为表彰他对该地区的贡献，英国殖民政府于1967年将一条长3.5公里的道路命名为“梁宙路”（Neo Tiew Road）或“梁宙巷”（Neo Tiew Lane）。2011年2月17日，梁后宙路大部分区域被划为军事训练区。

### 双溪格当
在1960年代，双溪格当路（Sungei Gedong Road）曾林立着店屋和电影院。然而，政府推行的一项将居民迁入组屋的重大计划，导致这个小镇逐渐衰落。1980年代初期，林厝港路对面曾建成一个小规模的组屋区，但到1990年代末已被清空，并在2000年代扩展为双溪格当军营的军事训练区。
2001年7月11日，新加坡武装部队（SAF）正式接管了整个双溪格当地区，将其用作军事训练区。

### 现今
如今，林厝港依然保持着大片乡村风貌，紧邻西部集水区，主要由林厝港路和旧蔡厝港路两条干道服务。由于该区域尚未开发，其土地主要用于军事训练、农业、农场、新加坡仅存的几个墓地（因其他墓地为新开发项目而迁葬）以及一个主要的骨灰安置所。此外，还有如双溪波扬路、林厝港路11/13道和惹然巴特拉（Jalan Bahtera）等支路。根据《2030年土地利用规划》，该地区在近期内不会用于住宅用途，而是将主要保留其农业和军事价值。林厝港西部的62个农场已于2020年4月开始逐步清场，预计于2022年12月完成，以便为军事训练区腾出空间。 这里拥有多种实践可持续农业的农场，如蔬菜、山羊和鳄鱼养殖场，为城市居民提供了亲近自然的机会。近年来，由于靠近克兰芝地铁站，这里也日益成为游客们热门的探索目的地。

## 交通
1980年代，该区曾设立林厝港路尾巴士总站（Lim Chu Kang Road End Bus Terminal）作为172路（开往珊顿道巴士总站，后缩短至美世界路折返）和206路（开往裕廊巴士转换站，后调整至开往文礼巴士转换站）两个巴士服务的终点站。
1993年1月3日，172路线调整为开往文礼转换站。1993年7月18日，新服务175路取代了原有的206路，改为往返林厝港至武吉知马路上段。2005年，175路重新编号为975路，改为武吉班让转换站开出，于林厝港路尾端折返。该总站则改为巴士站，更名为警察海岸警卫队站点（编号34009)。

## 地标

### 亚妈宫华人庙
林厝港的亚妈宫华人庙（Ama Keng Chinese Temple）建于1900年，主要供奉海神妈祖，一位象征和平与幸福的女神。“亚妈”在潮州话和福建话中意为“祖母”，“宫”则指庙宇。这座庙宇的“香灰”引自新加坡最古老的潮州庙宇——粤海清庙。最初的庙宇是亚答屋结构。1943年，庙宇进行翻修，屋顶改为锌制，并使用木材。1965年再次重建，屋顶改为瓦片，此次翻修耗资16,000新元。该庙每年会举办数次酬神戏表演。1980年代末，政府为军事用途征用了庙宇土地。尽管庙宇委员会、居民和信众曾尝试请愿反对征用，但最终未能成功，庙宇也因此被拆除。

### 林厝港住宅区
1979年，建屋发展局（HDB）在梁宙（Neo Tiew）一带兴建了组屋区。除了公共住宅单位，该组屋区还设有一个湿巴刹和一个旧式游乐场。2002年，整个组屋区以集体出售的形式被政府收回；原居民则迁至裕廊西新建的住宅单位。自2004年起，旧组屋区的遗址被新加坡武装部队用作巷战训练场，该区域实行严格管制，仅能通过双溪格当军营的训练资源管理中心（TRMC）批准进入。2012年，该地点曾被用作当地电影《新兵正传 IV》（Ah Boys to Men 4）中场景的拍摄场地。